# Scottish League 1999/2000
Die Saison 1999/2000 war die zweite Austragung der höchsten schottischen Eishockeyliga unter dem Namen Scottish League. Vor der folgenden Spielzeit wurde sie in Scottish National League umbenannt. Die Ligadurchführung erfolgte durch die Scottish Ice Hockey Association, den schottischen Verband unter dem Dach des britischen Eishockeyverbandes Ice Hockey UK.

## Modus
Alle Mannschaften spielten eine einfache Runde mit Hin- und Rückspiel.

## Hauptrunde
Abschlusstabelle
| Platz | Mannschaft                             | Spiele | S  | U | N  | Tore    | Punkte   |
| ----- | -------------------------------------- | ------ | -- | - | -- | ------- | -------- |
| 1.    | Solway Sharks (Dumfries)               | 18     | 13 | 1 | 4  | 81:46   | 27       |
| 2.    | North Ayr Wild                         | 18     | 10 | 3 | 5  | 78:67   | 23       |
| 3.    | Murrayfield (Edinburgh Capitals - SNL) | 18     | 10 | 2 | 6  | 71:51   | 22       |
| 4.    | Perth                                  | 18     | 10 | 0 | 8  | 72:62   | 20       |
| 5.    | Kilmarnock Storm                       | 18     | 8  | 3 | 7  | 112:102 | 19 (+10) |
| 6.    | Paisley Pirates (Renfrew)              | 18     | 8  | 3 | 7  | 87:78   | 19 (+9)  |
| 7.    | Camperdown (Dundee)                    | 18     | 8  | 3 | 7  | 73:74   | 19 (−1)  |
| 8.    | Kirkcaldy Kestrels (Fife)              | 18     | 7  | 1 | 10 | 73:62   | 15       |
| 9.    | Castlereagh (Nordirland)               | 18     | 5  | 2 | 11 | 63:85   | 12       |
| 10.   | Aberdeen Lynx                          | 18     | 1  | 2 | 15 | 45:128  | 4        |